# Птолемей I Сотер
Птолемей I Сотер (дав.-гр. Πτολεμαίος Σωτήρ — «Птолемей Спаситель») (367 до н. е. — 283 до н. е.) — правитель і цар Єгипту, родоначальник династії Птолемеїв, син Лага або Філіппа II Македонського.
Воєначальник Александра Македонського, отримав Єгипет в управління 323 до н. е. під час поділу імперії діадохами. У 305 р. до н.е., після відбиття наступу Антигона I Одноокого на Єгипет проголосив себе царем.
У жорстких війнах з іншими полководцями Александра зумів розширити межі еліністичного Єгипту, приєднавши Киренаїку, Палестину, Фінікію (за виключенням Арвада), Кіпр, окремі території у Малій Азії (щонайменше, Лікію), Кіклади. 
За правління Птолемея провадилась розбудова Александрії, а неподалік від Фів заснували нове місто — Птолеміада.
Був обожнений ще під час життя. Культ Птолемея впровадили на острові Родос. 